# Aleksandr Tjerepnin
Aleksandr Nikolajevitj Tjerepnin (russisk: Александр Николаевич Черепнин, tr. Aleksandr Nikolajevitj Tjerepnin; født 21. januar 1899 i Sankt Petersborg, Det Russiske Kejserrige, død 29. september 1977 i Paris, Frankrig) var en russisk komponist og pianist.
Tjerepnin var søn af komponisten Nikolaj Tjerepnin. Han har skrevet fire symfonier, orkesterværker, seks klaverkoncerter, balletmusik, korværker og klaverstykker.
Han hører til en af Ruslands store komponister i det 20. århundrede. Han var også koncertpianist, og boede i slutningen af sit liv først i New York og så Paris hvor han døde.

## Udvalgte værker
- Symfoni nr- 1 (1927) - for orkester
- Symfoni nr. 2 (1946-1951) - for orkester
- Symfoni nr. 3 (1951) - for orkester
- Symfoni nr. 4 (1957) - for orkester
- 6 Klaverkoncerter (1919-1920, 1922, 1931-1932, 1947, 1963, 1965) - for klaver og orkester
- Suite (1953) - for orkester
- Symfonisk bøn (1959) - for orkester
- "Atlantide" (1943) - ballet
- "Dionysos" (1940) - ballet